# Sonate K. 24
Pour les articles homonymes, voir K24.
Pour un article plus général, voir Essercizi per gravicembalo.
La sonate K. 24 (F.540/L.495) en la majeur est une œuvre pour clavier du compositeur italien Domenico Scarlatti. C'est la vingt-quatrième sonate du seul recueil publié du vivant de l'auteur, les Essercizi per gravicembalo (1738), qui contient trente numéros.

## Présentation
La sonate K. 24, en la majeur, est notée Presto. Le catalogue Pestelli agrège à sa suite la sonate K. 73 et ne forme donc qu'un seul numéro, le 80.

## Édition et manuscrit
L'œuvre est imprimée dans le recueil des Essercizi per gravicembalo publié sans doute à Londres en 1738. Un manuscrit se trouve à Barcelone, Orfeó Catalá (E-OC) no 28.

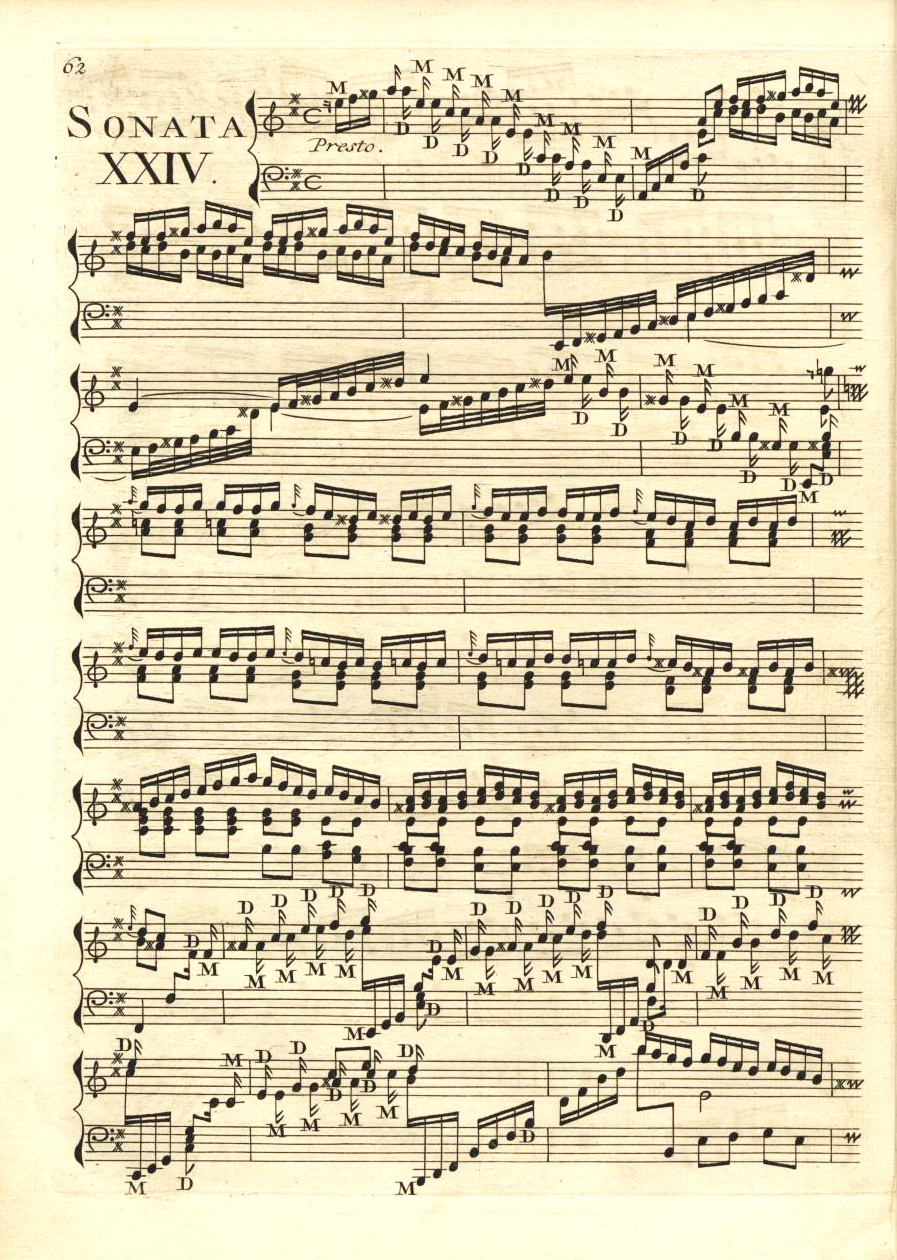
Édition Amsterdam, 1742.
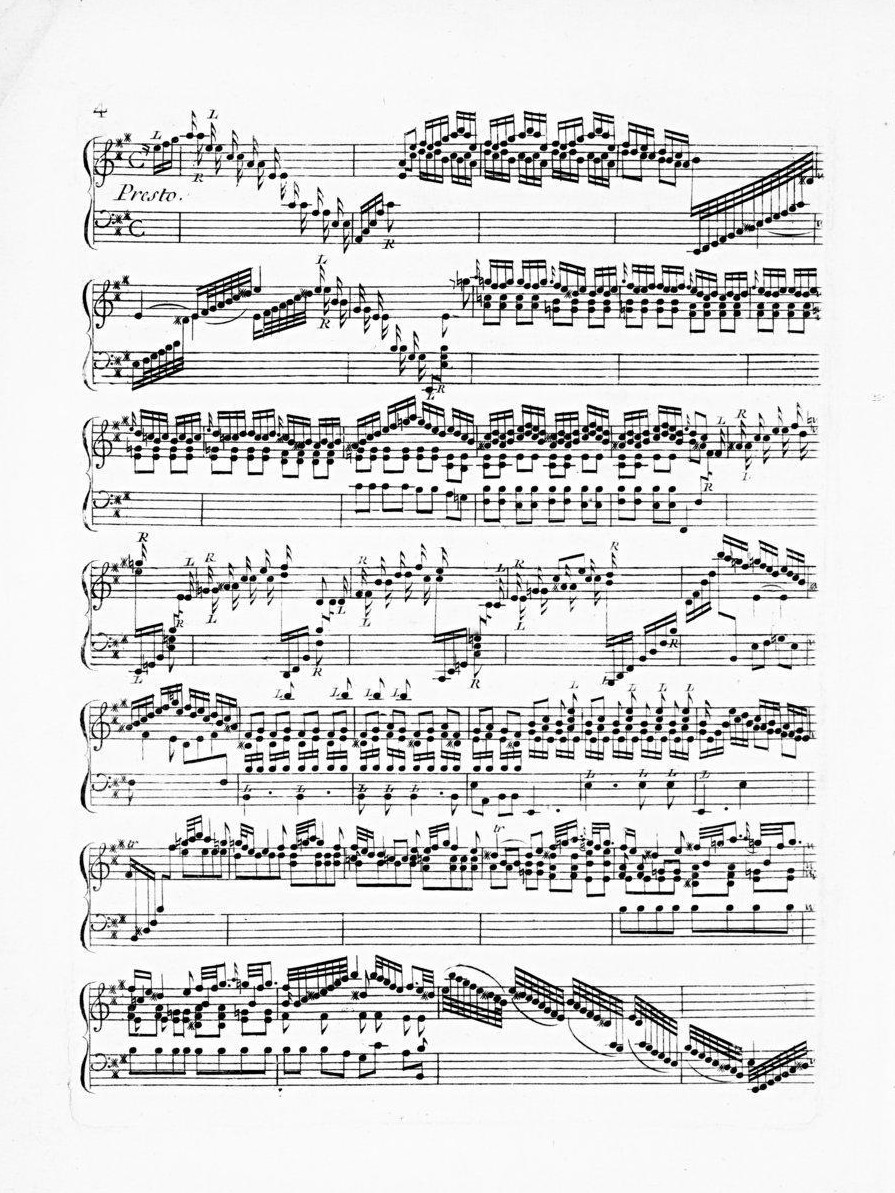
Édition Boivin, Paris, 1742.

## Interprètes
La sonate K. 24 est interprétée : 
- au piano, notamment par Raoul Pugno (1906), Madeleine de Valmalète (Tahra), Mikhaïl Pletnev (1994, Virgin), Ievgueni Soudbine (2004, BIS), Carlo Grante (2009, Music & Arts, vol. 1), Pi-hsien Chen (en) (2012, Hat Now ART), Angela Hewitt (2017, Hyperion) et Andrea Molteni (2021, Piano Classics) ;
- au clavecin par Huguette Dreyfus (1967, Valois), Edward Parmentier (1985, Wildboar), Scott Ross (1976, Still et 1985, Erato)[3], Robert Wooley (1987, EMI), Joseph Payne (1990, BIS), Robert Woolley (EMI), Laura Alvini (Frame et Nuova Era), Sophie Yates (1995, Chandos), Richard Lester (2004, Nimbus, vol. 1), Kenneth Weiss (2007, Satirino), Emilia Fadini (2008, Stradivarius, vol. 11), Pierre Hantaï (2020, Mirare) et Hank Knox (2021, Leaf Music).

Øivind Farmen la joue à l'accordéon (1994, Lærdar Musikkproduksjon) ainsi que Mie Miki (1997, Challenge Classics/Brilliant Classics).

## Sources
: document utilisé comme source pour la rédaction de cet article.
- Ralph Kirkpatrick (trad. de l'anglais par Dennis Collins), Domenico Scarlatti, Paris, Lattès, coll. « Musique et Musiciens », 1982 (1re éd. 1953 (en)), 493 p. (ISBN 978-2-7096-0118-4, OCLC 954954205, BNF 34689181).
- Alain de Chambure, « Domenico Scarlatti : Intégrale des sonates — Scott Ross », Erato (2564-62092-2), 1985 (OCLC 891183737) .
- (it) Águeda Pedrero-Encabo (trad. de l'espagnol par Francesco Paolo Russo), « Una nuova fonte degli «Essercizi» di Domenico Scarlatti: il manoscritto Orfeó Catalá (E-OC) », Fonti Musicali Italiane, no 17,‎ 2012, p. 151–173 (présentation en ligne).